# Santa Rosa de Río Primero
Santa Rosa de Río Primero est une ville de la province de Córdoba, en Argentine, et le chef-lieu du département de Río Primero.
Elle est située sur la route provinciale 10 à 90 km au nord-est de Córdoba.

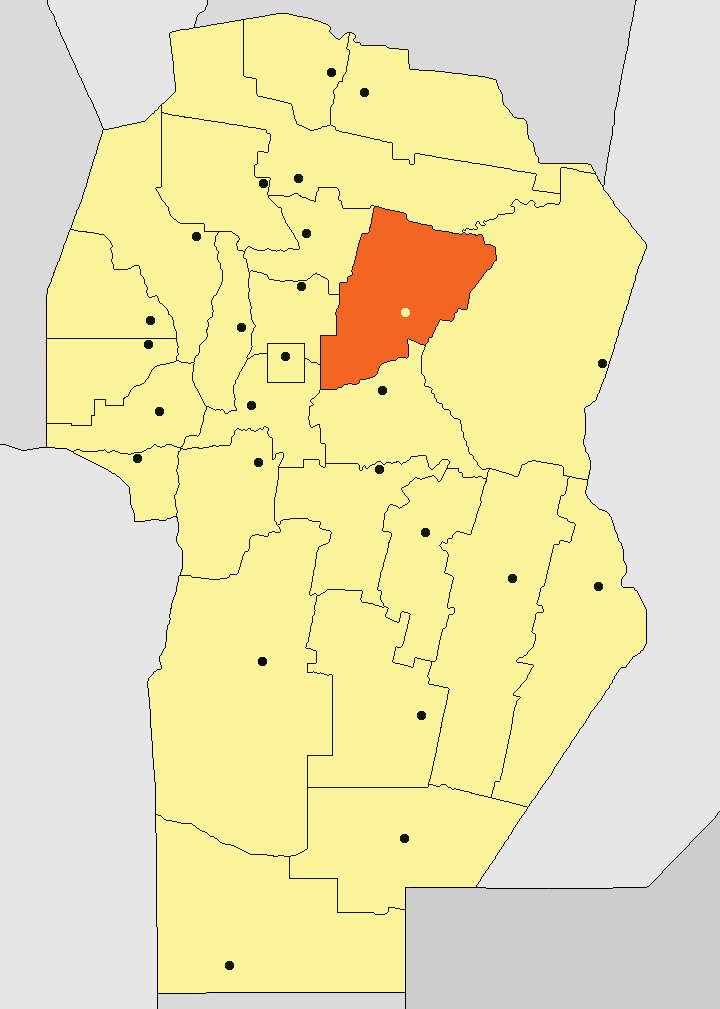
Localisation de la ville dans la province